# Catherine-Dominique de Pérignon
Catherine-Dominique de Pérignon (Grenade, 1754. május 31. – Párizs, 1818. december 25.) francia marsall a forradalmi és a napóleoni háborúk idején.

## Élete és pályafutása
Grenade-sur-Garonne-ban született kisnemesi családban, Haute-Garonne megyében. Miután kinevezték az aquitaniai gránátos ezredbe, nyugalomba vonult a saját birtokára. Perignon üdvözölte a francia forradalmat, és bekerült a törvényhozásba (1791), ahol ott ült a jobb oldalon, de hamarosan lemondott és katonai pályára lépett francia forradalmi háborúkban.

### A forradalmi háborúk idején
A Keleti-Pireneusokban harcolt 1793-1795 között,  vereséget mértek a spanyol csapatokra az Escola-i csatában  Dugommier hadosztálytábornok parancsnoksága alatt (ő később meghalt a Fekete-hegyi harcokban). Nehéz ostrom után sikerült elfoglalni Rosest. 1796-ban választották Haute-Garonne képviselőjeként az Ötszázak Tanácsába, és a Direktórium nagykövete lett Spanyolországban, megkötötte a San Ildefonso-i szerződést Nagy-Britannia ellen.
Részt vett egy kétes csempészakcióban és veszélybe keverte egy fiatal royalista kémnő. 
1798-ban  visszahívták a Liguriai hadseregbe. Megsebesült, és fogságba esett a második koalíciós háborúkban a novi csatában, 1800-ban tért vissza Franciaországba.

### A napóleoni háborúk idején
Napóleon  támogatta előmenetelét, először szenátor (1801), majd marsall (1804), majd a Francia Birodalom grófja lett, 1805-ben megkapta a Becsületrendet. 1806. szeptember 18. – 1808. július 23. között a Pármai Hercegség kormányzó tábornoka.
Később átkerült a Nápolyi Királyságba, frissen kinevezett nemes lett egy közeli ismerős királyi párnál (Joachim Murat királynál és Caroline Bonaparténél).
1814-ben tért vissza Franciaországba és csatlakozott a Bourbonokhoz, XVIII. Lajos francia királyhoz, ő is Michel Ney halálbüntetésére szavazott. Ő emelte Grenade-sur-Garonne márkija címre, Franciaország pairje lett és elnyerte a Szent Lajos rendet.

## Családja
1786-ban kötött házasságot Helene de Grenier-rel (1764 – 1816)
Gyermekei:
- Germaine-Agnes (1787 – 1844)
- Melanie (1788 – 1858)
- Jean-Baptiste (1789 – 1807)
- Justine (születése után rövid idő után meghalt)
- Elisabeth (születése után rövid idő után meghalt)
- Henri (1793 – 1841)
- Adele (születése után rövid idő után meghalt)

## Fordítás
- Ez a szócikk részben vagy egészben  a   Catherine-Dominique de Pérignon című angol Wikipédia-szócikk fordításán alapul.  Az eredeti cikk szerkesztőit annak laptörténete sorolja fel. Ez a jelzés csupán a megfogalmazás eredetét és a szerzői jogokat jelzi, nem szolgál a cikkben szereplő információk forrásmegjelöléseként.